# Крытый фургон
«Крытый фургон» (англ. The Covered Wagon) — американский немой фильм 1923 года в жанре вестерна, выпущенный компанией Paramount Pictures. Режиссер фильма Джеймс Круз, в основу сценария лёг роман Эмерсона Хафа о группе пионеров, путешествующих по старому Западу от Канзаса до Орегона. Роль Уилла Бэниона сыграл Джордж Уоррен Керриган, Молли Уингейт — Лоис Уилсон. В ходе путешествия странников ждут жара пустыни, холод заснеженных гор, голод и нападение индейцев.
Вышедший в прокат в 1923 году, фильм перешёл в общественное достояние в Соединенных Штатах на 1 января 2019 года.

## В ролях
- Дж. Уоррен Керриган — Уилл Бэнион (герой)
- Лоис Уилсон в — Молли Уингейт (героиня)
- Алан Хейл — Сэм Вудхалл (злодей)
- Эрнест Торренс — Уильям Джексон
- Талли Маршалл  — Джим Бриджер
- Этель Уэльс — миссис Уингейт
- Чарльз Огл — Джесси Уингейт
- Гай Оливер — Кит Карсон
- Джонни Фокс — Джед Уингейт
- Джеймс Круз — индеец (сцены удалены)

Тим Маккой, выступивший в фильме как технический консультант, нанял для фильма нескольких индейцев.

## Производство
Для своего времени фильм был крупнобюджетной картиной со сметной стоимостью 782 000 долларов.
В книге Classics of the Silent Cinema (1983) радио- и телеведущий Джо Франклин назвал фильм «первым американским эпосом, снятым не Гриффитом».
В документальном фильме Hollywood: A Celebration of American Silent Cinema Джесси Л. Ласки-младший утверждал, что целью режиссера Джеймса Круза было «…поднять уровень вестерна, который всегда снимался исключительно ради денег, до статуса эпопеи».
Фильм потребовал участия большого числа актёров и массовки и был снят в разных местах, включая Палм-Спрингс (Калифорния) :168–71 и несколько мест в Неваде и Юте. Драматичная сцена охоты на бизонов и давки снималась на острове Антилопы в Большом Солёном озере. Во время съемок семь бизонов из стада были застрелены.
Крытые фургоны, собранные компанией Paramount со всего юго-запада, были не копиями, а настоящими повозками, на которых пионеры прибыли на запад. Они являлись реликвиями владевших ими семей. Кинокомпания предлагала владельцам 2 доллара в день и корм скоту, если фургоны будут предоставлены для съёмок. Большинство статистов, участвующих в фильме, — это семьи, которым принадлежали фургоны. Они управляли ими перед камерой и использовали для жилья в остальное время.

## Отзывы
Премьера фильма состоялась 16 марта 1923 года в Нью-Йорке. Сеанс продолжался 98 минут. Музыкальное сопровождение было записано по технологии DePhorest Phonofilm, но источники не сходятся во мнении, сопровождала ли запись весь фильм или занимала суммарно около двух катушек. Версия с музыкой была показана только на премьере в театре Риволи в Нью-Йорке. Paramount, как пишут источники, со звуковым сопровождением в формате Phonofilm также выпустила 1 апреля 1923 года фильм Bella Donna и также только на премьерный показ в Риволи.
Фильм стал самым популярным фильмом 1923 года в США и Канаде. Он так понравился президенту Уоррену Хардингу, что тот организовал специальный показе в Белом доме летом 1923 года.
Фильм номинировался на включение в список ста самых остросюжетных американских фильмов за 100 лет Американского института киноискусства.
В 1931 году выдержки из «Крытого фургона» вошли в фильм The House That Shadows Built, выпущенный компанией Paramount в честь своего двадцатилетия.
Лауреат «Медали почёта» от журнала Photoplay.